# Józef Orewczuk
Józef Zbigniew Orewczuk (ur. 14 października 1930 w Tarnopolu, zm. 9 sierpnia 2012) – polski dyplomata, działacz partyjny i państwowy, chargé d’affaires ambasady PRL w Malezji (1983–1984, nie objął stanowiska).

## Życiorys
Syn Eliasza i Julii. W czasie II wojny światowej zesłano go na Syberię, gdzie więziono go w łagrach. Wychowywał się w domach dziecka w Niżnej Uwielce na Uralu i w Elblągu, gdzie ukończył Państwowe Liceum Administracyjno-Gospodarcze (1951). W 1950 instruktor organizacyjny w Zarządzie Powiatowym Związku Młodzieży Polskiej w Elblągu, potem do 1951 wicekomendant powiatowy Powszechnej Organizacji „Służba Polsce”. Następnie w 1951 rozpoczął studia na Wydziale Dyplomatyczno–Konsularnym Szkoły Głównej Służby Zagranicznej (magisterium w 1961), ukończył też podyplomowo stosunki gospodarcze w Szkole Głównej Planowania i Statystyki i studium służby zagranicznej w Wyższej Szkole Nauk Społecznych przy KC PZPR (1981). W 1950 wstąpił do Polskiej Zjednoczonej Partii Robotniczej, był członkiem egzekutyw OOP w różnych ambasadach oraz członkiem egzekutywy POP i Komisji Rewizyjnej Komitetu Zakładowego PZPR w MSZ.
W 1954 zatrudniony w Departamencie I Ministerstwa Spraw Zagranicznych, następnie był rzeczoznawcą w ambasadzie w Moskwie (1955–1960), starszym radcą i naczelnikiem wydziału w MSZ (1962–1964), wicekonsulem i dyrektorem Ośrodka Kultury Polskiej w ramach konsulatu generalnego w Bratysławie (1964–1968). Powrócił do centrali jako naczelnik wydziału, po czym był konsulem w ambasadzie w Waszyngtonie (1971–1973), starszym ekspertem i radcą ministra (1973–1977), I sekretarzem ambasady PRL w Ułan Bator (1977–1978), szefem wydziału w MSZ (1978–1979) oraz wicedyrektorem Protokołu Dyplomatycznego MSZ (1979–1984). 
Od 5 listopada 1983 do 25 sierpnia 1984 kierował tymczasowo ambasadą w Kuala Lumpur (nie został jednak zaakceptowany przez rząd Malezji). W latach 1984–1988 radca i kierownik wydziału konsularnego ambasady PRL we Włoszech. Pracował także w Urzędzie Rady Ministrów. Po 1989 pozostał pracownikiem administracji państwowej, m.in. przygotowując wizytę premiera Waldemara Pawlaka w Rzymie i Watykanie oraz jego spotkanie z Janem Pawłem II.
W 1950 odbywał kurs w Centrum Wyszkolenia Ministerstwa Bezpieczeństwa Publicznego w Legionowie. Przed 1966 został zarejestrowany przez Wydział III (ochrona kontrwywiadowcza) Departamentu I MSW w charakterze tajnego współpracownika. W 1984 zarejestrowany przez Wydział X (kontrwywiad zagraniczny) Departamentu I MSW jako TW o pseudonimie „Satelit”.
17 sierpnia 2012 został pochowany na Cmentarzu Służewskim Nowym.

## Odznaczenia
Odznaczony m.in. Złotym Krzyżem Zasługi, Krzyżem Kawalerskim Orderu Odrodzenia Polski, Krzyżem Zesłańców Sybiru i Odznaką Honorową „Zasłużony Pracownik Służby Dyplomatyczno-Konsularnej”.